# Euphonia hirundinacea
El fruterito de garganta amarilla o eufonia gorgiamarilla (Euphonia hirundinacea) es una especie de ave paseriforme de la familia Fringillidae que vive desde México hasta Panamá. Como todas las especies de su género, se debate sobre su pertenencia a la familia Thraupidae, dentro de la cual se clasificaba anteriormente.

## Descripción

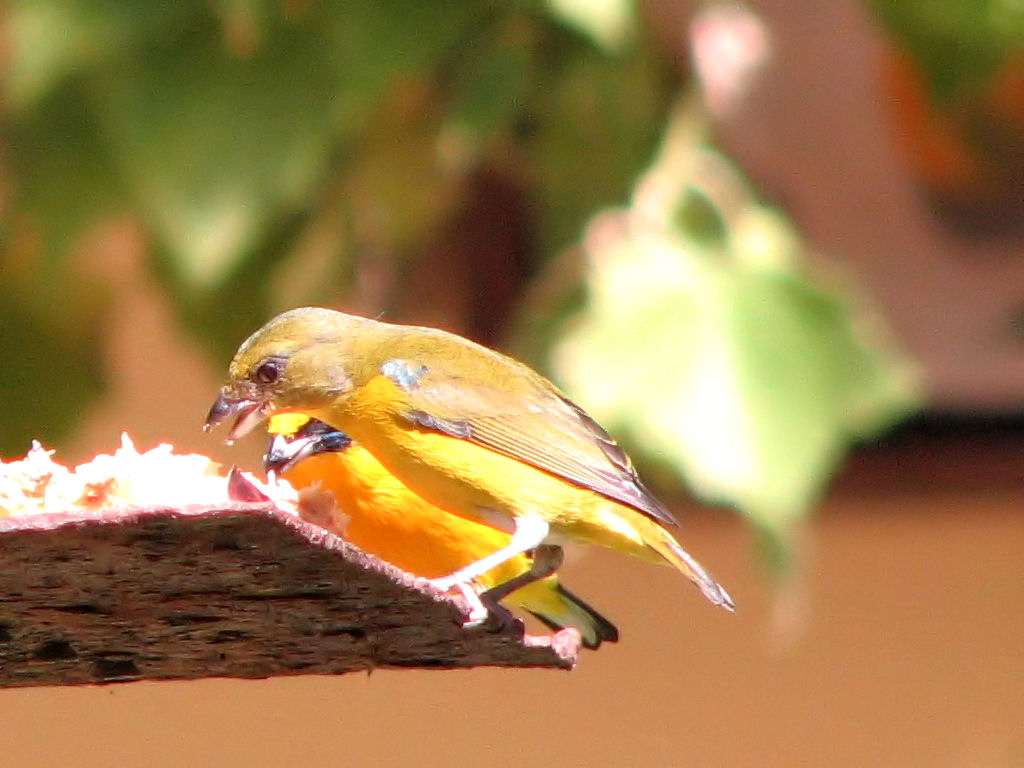
Hembra, Santa Elena (Costa Rica).

Entre 10 y 11 cm de longitud, es de aspecto parecido a un fringílido y su patrón de coloración recuerda vagamente al de una golondrina. Los machos adultos son negros con amarillo; el negro se concentra en las partes dorsales, siendo interrumpido únicamente por una mancha amarilla en la frente. Todas las partes ventrales (garganta, pecho, vientre, cobertoras inferiores de la cola) son amarillas. Se distinguen de E. affinis (garganta negra) y E. minuta (blanco en vientre y cobertoras inferiores de la cola).
La hembra es verde olivácea con vientre sucio con matices amarillos. La garganta y el vientre son blancos, lo que las diferencia de las especies parecidas.

## Distribución y Hábitat
Vive en bosques tropicales húmedos desde el este de México (vertiente del Golfo y península de Yucatán) a través de todos los países de América Central hasta el oeste de Panamá. Se alimentan de frutos e insectos.